# Puerta Pía
La puerta Pía (en italiano: Porta Pia) es una puerta monumental de la antigua muralla Aureliana de Roma en Italia. Es uno de los adelantos para la ciudad realizado por el papa Pío IV, de quien le viene el nombre. Está localizada al final de la Vía Pia, y fue diseñada por Miguel Ángel para sustituir la Porta Nomentana que estaba situada varios cientos de metros al sur.

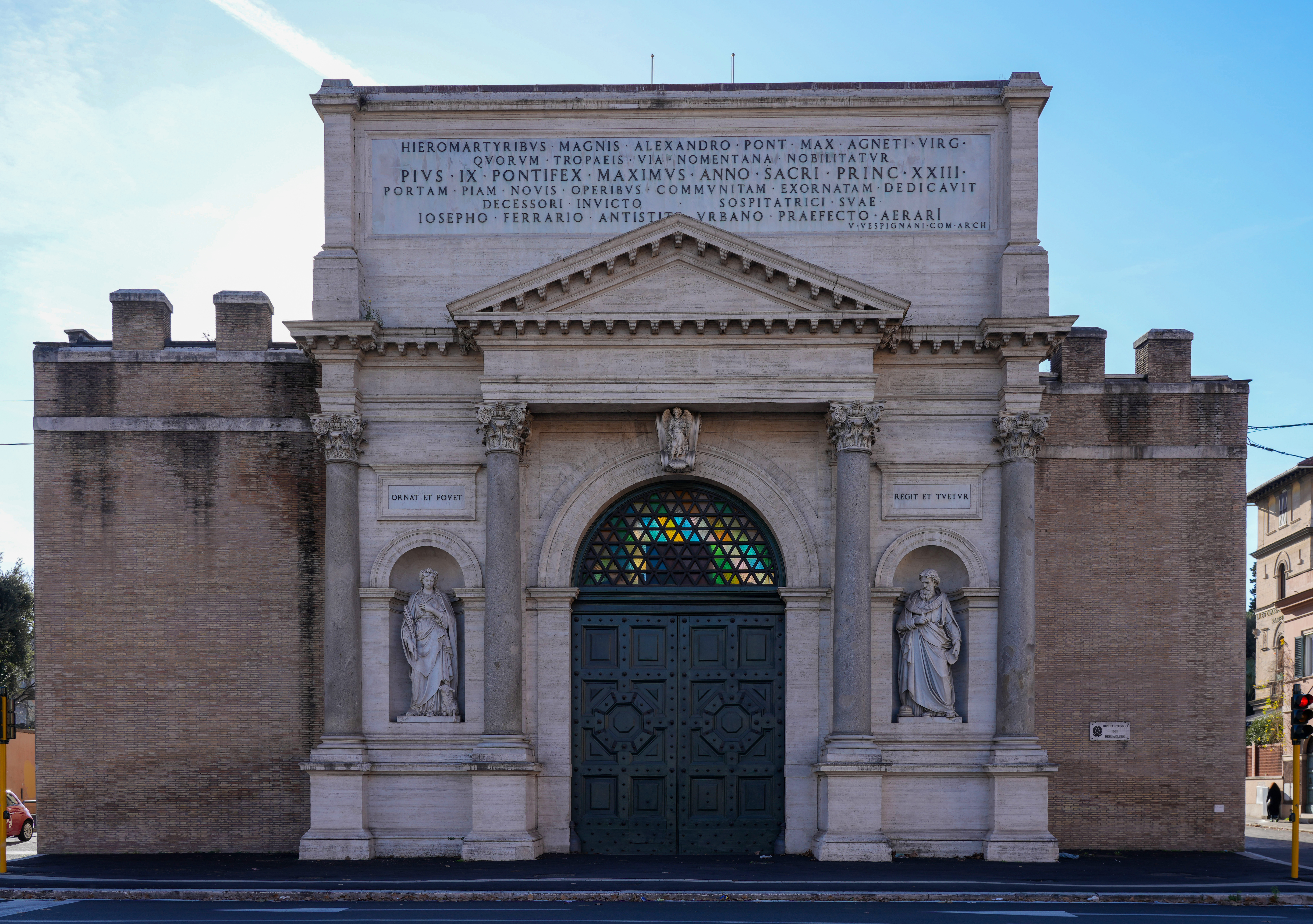
Alzado a la ciudad

La construcción comenzó en 1561 y finalizó en 1565, después de la muerte del artista. Una medalla de bronce conmemorativa de 1561 realizada por Gianfederico Bonzagna, muestra un plano primitivo de Miguel Ángel, muy diferente de su diseño final. La fachada en las afueras de la ciudad fue terminada en 1869 con el diseño neoclásico de Virginio Vespignani.
Fue a través de una brecha en el muro cercano a este lugar, realizada por fuego de artillería, por donde el 20 de septiembre de 1870 entraron a Roma los soldados Bersaglieri para completar la Unificación de Italia. Un monumento en la plaza frente al portal y otro en el área de la brecha celebran el evento. Las construcciones entre las dos entradas del portal, que una vez acogieron a la aduana, son ahora la sede del Museo Histórico de los Bersaglieri, con la monumental tumba de Enrico Toti.
En este lugar, el 11 de septiembre de 1926, el activista antifascista Gino Lucetti lanzó una bomba contra el automóvil que transportaba a Benito Mussolini, pero sin ninguna consecuencia.